# Flaviu-George Brezeanu
Flaviu-George Brezeanu (n. 1 octombrie 1927) este un fost deputat român în legislatura 1992-1996, ales în județul Brăila pe listele partidului PNȚCD/PER. Flaviu-George Brezeanu a fost validat pe data de 16 septembrie 1996 și l-a înlocuit pe deputatul Liviu Neculai Marcu. 